# Campionati di pugilato dilettanti femminili dell'Unione europea 2011
I Campionati di pugilato dilettanti dell'Unione europea femminili 2011 si sono tenuti a Katowice, Polonia, dal 31 maggio al 4 giugno 2011. È stata la 6ª edizione della competizione annuale organizzata dall'EUBC. Katie Taylor ha vinto la quarta medaglia d'oro consecutiva nella categoria pesi leggeri.

## Calendario
La tabella sottostante riporta il calendario delle competizioni.
| Maggio | Maggio | Maggio | Giugno | Giugno | Giugno | Giugno | Giugno |
| 29     | 30     | 31     | 1      | 2      | 3      | 4      | 5      |
| A      | C      |        | QF     | QF     | SF     | F      | P      |

|  | Arrivo/Partenza delegazioni |  | Cerimonia di apertura |  | Preliminari, quarti, semifinali |  | Finali |

## Risultati
| Categoria                  | Oro                         | Argento                        | Bronzo                                                |
| -------------------------- | --------------------------- | ------------------------------ | ----------------------------------------------------- |
| Pesi mosca leggeri (kg 48) | Meltem Akar Turchia         | Patrycja Bednarek Polonia      | Lydia Boussaida Francia Sarah Bormann Germania        |
| Pesi mosca (kg 51)         | Nicola Adams Inghilterra    | Karolina Michalczuk Polonia    | Valeria Calabrese Italia Katalin Ancsin Ungheria      |
| Pesi gallo (kg 54)         | Ayse Tas Turchia            | Sandra Drabik Polonia          | Delphine Mancini Francia Csilla Nemedi Ungheria       |
| Pesi piuma (kg 57)         | Sandra Kruk Polonia         | Svetlana Staneva Bulgaria      | Tiina Hahl Finlandia Malva Hammadouche Francia        |
| Pesi leggeri (kg 60)       | Katie Taylor Irlanda        | Karolina Graczyk Polonia       | Chantelle Cameron Inghilterra Mira Potkonen Finlandia |
| Pesi superleggeri (kg 64)  | Natasha Jonas Inghilterra   | Oliwia Luczak Polonia          | Laetitia Chevalier Francia Oshin Derieuw Belgio       |
| Pesi welter (kg 69)        | Katarzyna Furmaniak Polonia | Marichelle de Jong Paesi Bassi | Jennifer Corti Svizzera Louise Traynor Irlanda        |
| Pesi medi (kg 75)          | Lidia Fidura Polonia        | Nouchka Fontijn Paesi Bassi    | Elif Guneri Turchia Maria Kovacs Ungheria             |
| Pesi mediomassimi (kg 81)  | Timea Nagy Ungheria         | Sylwia Kusiak Polonia          | Lauragh O'Neill Irlanda                               |
| Pesi massimi (kg 81 +)     | Anna Slowik Polonia         | Sennur Demir Turchia           | Lilla Sandor Ungheria Danijela Vernic Croazia         |

## Medagliere
| Posizione | Paese       | Oro | Argento | Bronzo | Totale |
| --------- | ----------- | --- | ------- | ------ | ------ |
| 1         | Polonia     | 4   | 6       | 0      | 10     |
| 2         | Turchia     | 2   | 1       | 1      | 4      |
| 3         | Inghilterra | 2   | 0       | 1      | 3      |
| 4         | Ungheria    | 1   | 0       | 4      | 5      |
| 5         | Irlanda     | 1   | 0       | 2      | 3      |
| 6         | Paesi Bassi | 0   | 2       | 0      | 2      |
| 7         | Bulgaria    | 0   | 1       | 0      | 1      |
| 8         | Francia     | 0   | 0       | 4      | 4      |
| 9         | Finlandia   | 0   | 0       | 2      | 2      |
| 10        | Belgio      | 0   | 0       | 1      | 1      |
| 10        | Croazia     | 0   | 0       | 1      | 1      |
| 10        | Germania    | 0   | 0       | 1      | 1      |
| 10        | Italia      | 0   | 0       | 1      | 1      |
| 10        | Svizzera    | 0   | 0       | 1      | 1      |
|           | Totale      | 10  | 10      | 19     | 39     |